# 格拉斯兰广场
格拉斯兰广场（Place Graslin）是法国南特市中心的一个重要广场。

## 历史
1777年，让-约瑟夫-路易·格拉斯兰购买了西郊大片人烟稀少的山地，开发为新的居民区出售。格拉斯兰广场连接克雷必伦街等8条街道，以及两个重要广场：交易所广场和皇家广场。这个地区很快吸引中产阶级迁入。
新艺术运动风格的蟬鳴酒馆（La Cigale）面对剧院，成立于1895年4月1日。于1964年被列为法国历史古迹。
格拉斯兰剧院（Théâtre Graslin）建于1788年，古典主义立面，有八根科林斯巨柱，12级台阶，以及莫里哀和拉辛雕像。

## 画廊

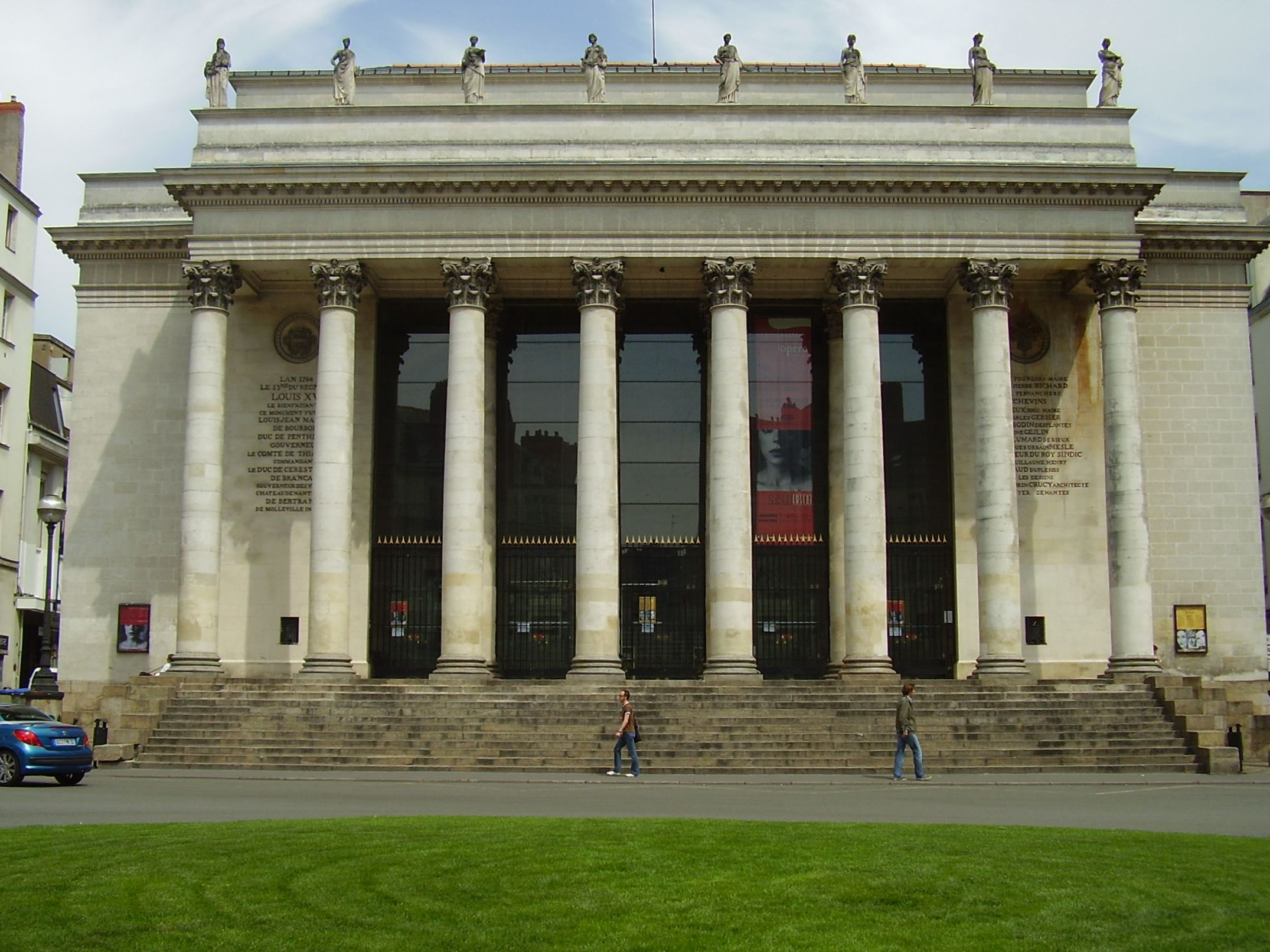
格拉斯兰剧院
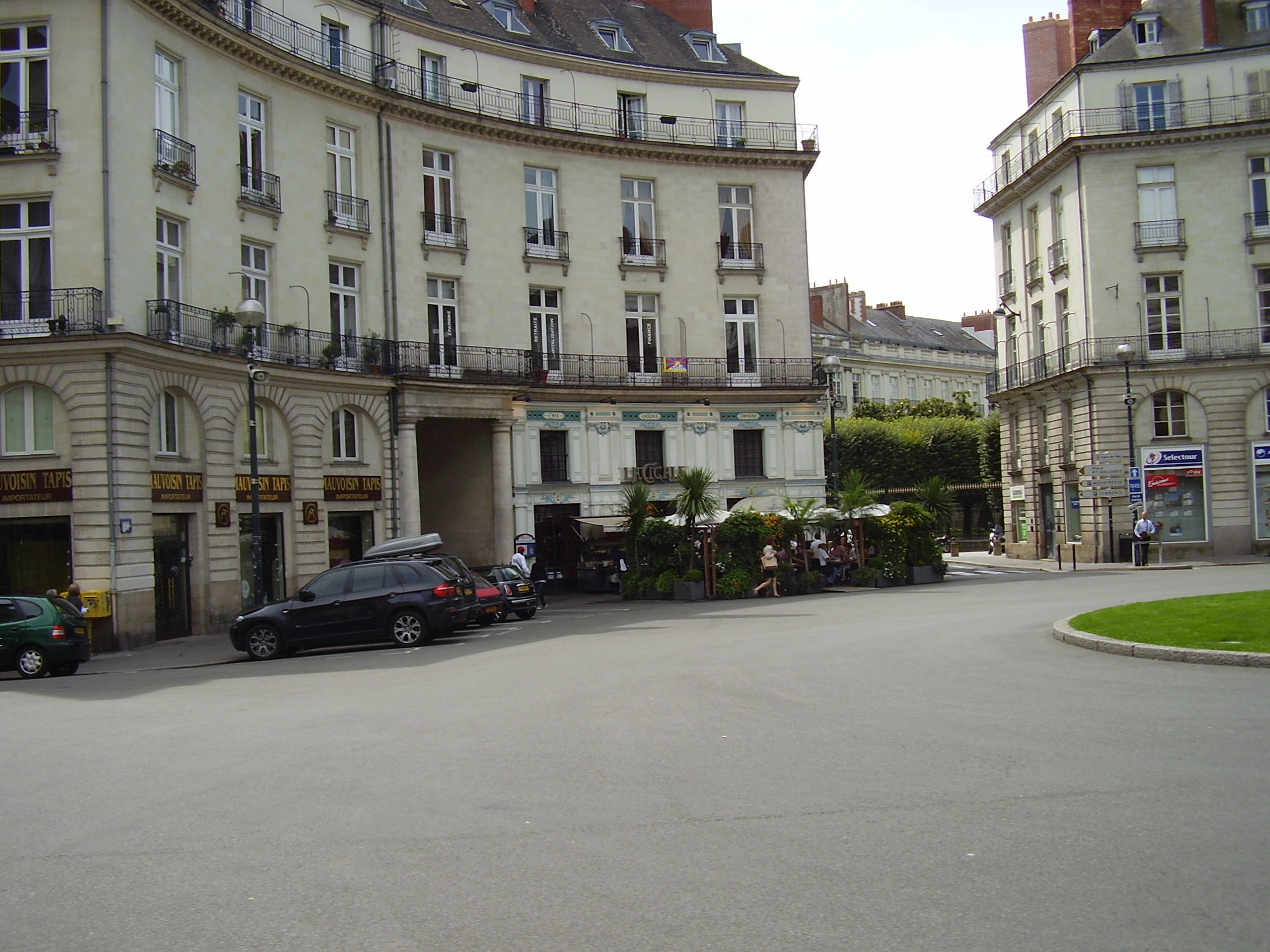
蟬鳴酒馆

 维基共享资源上的相關多媒體資源：Place Graslin